# Emily Rosemond
Emily Rosemond (* 11. März  1986 in Cairns, Queensland) ist eine australische Radsporttrainerin, ehemalige Bahnradsportlerin und Shorttrack-Läuferin.

## Sportliche Laufbahn
Im Alter von 16 Jahren startete Emily Rosemond erstmals international für Australien als Shorttrackerin. In der Saison 2005/06 absolvierte sie den Shorttrack-Weltcup und qualifizierte sich für die Olympischen Winterspiele 2006 in Turin, konnte dort allerdings keine vorderen Plätze belegen. Anschließend wandte sie sich dem Bahnradsport zu.
2008 wurde Rosemond gemeinsam mit Kerrie Meares australische Meisterin im Teamsprint, im Keirin wurde sie Zweite, im Sprint Dritte. Im Jahr darauf, 2009, errang sie den nationalen Titel im Teamsprint mit Meares; im Keirin wurde sie Vize-Meisterin, im 500-m-Zeitfahren Dritte.
International konnte sie beim Weltcup-Rennen 2008 in Melbourne wiederum mit Kerrie Meares den zweiten Platz im Teamsprint belegen; in der Saison Bahnrad-Weltcup 2009/10 erreichte sie beim Rennen in Cali den zweiten Platz im Keirin sowie gemeinsam mit Anna Meares im Teamsprint zwei dritte Plätze.

## Ehrungen
Nach ihrer Teilnahme an den Olympischen Winterspielen 2006 wurde Emily Rosemond mit den Keys to the City of Brisbane ausgezeichnet.

## Privates
2015 heirateten Emily Rosemond und Kerrie Meares. Die beiden betreiben gemeinsam die Track Cycling Academy in Brisbane.

## Erfolge
2008
- Australische Meisterin – Teamsprint (mit Kerrie Meares)

2009
- Australische Meisterin – Teamsprint (mit Kerrie Meares)

2010
- Commonwealth Games – Sprint